# Waldgebiet Kettelerhorst
Das Naturschutzgebiet Waldgebiet Kettelerhorst liegt im Kreis Warendorf in Nordrhein-Westfalen. Das etwa 156 ha große Gebiet, das im Jahr 2004 unter Naturschutz gestellt wurde, erstreckt sich nordöstlich der Kernstadt Sendenhorst. Westlich verläuft die Landesstraße L 811 und südlich die L 851.